# フアン・ラモン・ロペス・カロ
フアン・ラモン・ロペス・カロ（Juan Ramón López Caro、1963年3月23日 - ）は、スペイン・アンダルシア州・セビリア県出身のサッカー指導者。

## 経歴
2001年からレアル・マドリーの下部組織にて監督を務め、育成に従事した。2005年から2006年にかけて、レアル・マドリーのトップチーム監督も務めている。2006-07シーズンにレバンテUD監督に就任するが、成績不振のため解任。2007年10月、フリスト・ストイチコフが解任されたセルタ・デ・ビーゴの監督に就任した。その後も成績は安定せず、2008年3月に解任された。そのシーズンにセグンダ・ディビシオンで解任された11人目の監督であった。その後はスペインU-21代表を指導している。
2010年6月からルーマニアのFCヴァスルイの監督に就任したが、クラブオーナーのアドリアン・ポルンボユとの度重なる衝突で謹慎処分を科され、事実上解任された。
2013年1月、ライカールト監督の後任でサウジアラビア代表に就任した。

## 指導者歴
- 1992-1993  UBレブリハーナ
- 1993-1995  レブリハCD
- 1995-1997  UDロス・パラシオス
- 1997-1998  ドス・エルマナスCF
- 1998-1999  UDメリリャ
- 1999-2001  RCDマジョルカB
- 2000  RCDマジョルカ
- 2001-2005  レアル・マドリードB
- 2005  レアル・マドリード・カスティージャ
- 2005-2006  レアル・マドリード
- 2006  ラシン・サンタンデール
- 2006-2007  レバンテUD
- 2007-2008  セルタ・デ・ビーゴ
- 2008-2010  スペインU-21代表
- 2010.6-10  FCヴァスルイ
- 2013.1-2014.12  サウジアラビア
- 2016  オマーン
- 2016-2017  大連一方足球倶楽部
- 2018-2019  深圳市足球倶楽部

## タイトル

### 監督時代
UDメリジャ
- セグンダ・ディビシオンB:1回（1998-99）

レアル・マドリードB
- セグンダ・ディビシオンB:1回（2004-05）

大連一方足球倶楽部
- 甲級リーグ:1回（2017）

個人
- 甲級リーグ最優秀監督:1回（2017）